# 君主

フランス国王ルイ14世。「太陽王」と呼ばれ絶対君主制の代表例とされる。

君主（くんしゅ）とは、世襲により国家を統治する最高の地位にある人。伝統的には国家で特定の一人が主権を持つ場合、その主権者が君主であるが、世襲君主の他、選挙君主も存在する。通常は王、皇帝などの君主号を伴うが、特定の称号を持たないものもある。

## 概要
この概念は歴史的なもので、通常は、王、皇帝などの特定の称号を伴う地位であるが、ローマ皇帝のように必ずしも特定の称号によって示されないものもある。法学の見地からは、対外的に国家を代表し、統治の重要な部分（少なくとも行政権）を担任する世襲の独任機関で、国の象徴としての役割をもつものと定義される。もっとも、後述のように選挙君主や共同君主も存在し、必ずしも定義は容易でない。歴史的には古代神権政や近世絶対君主制をピークとして君主の権力は強大であった。その権力は市民革命を経て徐々に制限されて、立憲（制限）君主に移行していった。さらに権力の執行機関から名誉職的な（象徴）君主に、移行している。君主の地位の継承方法によって、世襲君主と選挙君主に分かれる。 
地位は世襲によって継承されることが多いが、かつてのモンゴルにおけるクリルタイやポーランド・リトアニア連合王国や神聖ローマ帝国（のローマ王）のように選挙によって君主が選出される選挙王制の場合、現代のアンドラのように2人以上の人物を共同君主とする場合、マレーシアのように州ごとの世襲君主（スルターン）が交代で5年任期の連邦国家の君主となる場合など、世襲以外の継承も珍しくない。ローマ帝国の皇帝は養子縁組を行うことで世襲を擬制したが、各皇帝の多くは必ずしも血縁関係にはなかった。
君主がその地位を得ることを一般に即位と呼ぶ。即位の際にはこれを公に示すための儀式を行なうことが多く、戴冠式（イギリス国王など）や即位の礼（天皇）などが代表的なものであるが、戦乱や経済的な困窮などを理由に行なわれなかったこともあり、儀式の存在が必ずしも君主の地位の必要条件ということはない。地位の承継とその儀式が異なる用語（「践祚」と「即位」や、「即位」と「戴冠」など）によって区別されることもある。
日本語の民主主義の民主とは君主の対義語として作られた語である。大正期に、吉野作造らによって唱えられた「民本主義」は、実質民主主義そのものであった。だが、民主主義と君主の存在は直接的に関係せず両立し得ると考える吉野は、「民主」という言葉が「君主（天皇）」を否定するものと捉えられることで、その本質を外れた無用の批判が生じることを避けるために、「民本」と言い換えた。

## 君主の統治
君主が統治する政体を君主制という。君主制をとる国を君主国といい、君主の称号に応じて王国（王が君主）、帝国（皇帝が君主）などという。君主が絶対的な権力を持っている政体は絶対君主制という。立憲主義に基づいて君主の権力が制限される政体を立憲君主制という。君主制国家の人民は、一般に、「統治される客体」として「臣民」（subject）と呼ばれることがあり、イギリスにおいては現在も法令用語として用いられている。

## 君主の継承
君主の多くは世襲で継承され、同一家系から君主が連なるときにその連続体を王朝と呼ぶ。王朝は時として実力行使（易姓革命など）や他家への継承によって交代する。
世襲によらない君主制もある。君主権は、起源において、臣下の承認によって成立したものである。だから、当初は君主が自由に処分できるものではなかった。その承認は（少なくとも支配集団の）共同の利益を実現する職能に対して与えられた。だから、無能な人物を血縁上の順位を理由に君主にする必然性もなかった。ローマ皇帝は、世襲原理をとらなかった顕著な例である。単数・複数の血族集団の中で年齢と能力を認められた者が君主を継承する慣行は、夏（殷）、日本、新羅のそれぞれ初期など数多くある。日本の天皇が大王（おおきみ）と呼ばれていた時代にも、群臣の推挙によって一定資格を持つ王家の成員から選ばれていたとする学説も存在する。中世のドイツやポーランドやハンガリーでは、王家の断絶をきっかけに選挙王制が成立した。モンゴルの諸ウルスは事実上の世襲だが、クリルタイによる選挙で君主を決めた。なお、決まらない期間が長期に渡ると、空位（くうい）という状態となる。
君主の地位の継承ルールが明確でない場合、君主の死の際に継承者争いを引き起こすことがある。複数の君主候補の下で栄達や褒賞を欲するさまざまな政治的集団が継承の争いに干渉してたびたび激しい暴力行為を生むこともある。そこで、地位の継承の安定を図り、前君主の希望も反映させるために、前君主の在位中に確定的な継承者（法定推定相続人）を定める例がある。法定推定相続人には、「皇太子」のような特別の称号が与えられることが多い。同様の目的で共同統治という形式が用いられることもある。
継承がさらに制度化されると、継承順位が世襲の原則によって規定されることがある。その原則には長男相続制があてられる場合が多かった（モンゴルでは末子相続制があった）。長男相続制は次代の君主を自動的に一人に確定でき、君主の継承の争いを最小限にした。しかし血縁の順位のみで選ぶと無能な君主や幼少の君主の出現が避けられない。そのような治世は政治が混乱しがちで、多くの場合摂政がその任を代行したが、政治の安定と引き換えに統治の実権を臣下に移すきっかけになることもあった。
特異な事例として、アンドラ公国の君主がある。アンドラ公国は歴史的な経緯により、フランス大統領とスペインのウルヘル司教を共同君主とする立憲君主制を採っている。共和制国家フランスの元首と、スペインの宗教指導者が、他の独立国の君主を兼ねるという興味深い事例となっている。

## 現在の君主
- 王 18名
- 公・大公 4名
- スルターン 2名
- アミール（首長） 2名
- アラブ首長国連邦の大統領 1名
- 教皇 1名
- 天皇[注 1] 1名
- オ・レ・アオ・オ・レ・マーロー[注 2] 1名

## 主な国の最後の君主
| 国                               | 君主 | 君主                        | 退位年         | 継承国 |
| -------------------------------- | ---- | --------------------------- | -------------- | --- |
| フランス帝国                     | 皇帝 | ナポレオン3世               | 1870年9月4日   | フランス第三共和国                                                                                                  |
| ブラジル帝国                     | 皇帝 | ペドロ2世                   | 1889年11月15日 | ブラジル合衆国 |
| 大清帝国                         | 皇帝 | 宣統帝（康德帝）            | 1912年2月12日  | 大清帝国→大満州帝国／中華民国→中華人民共和国                                                                        |
| 大満州帝国                       | 皇帝 | 宣統帝（康德帝）            | 1912年2月12日  | 大清帝国→大満州帝国／中華民国→中華人民共和国                                                                        |
| 大韓帝国                         | 皇帝 | 純宗                        | 1910年8月29日  | 大日本帝国領→大韓民国／朝鮮民主主義人民共和国                                                                       |
| ポルトガル王国                   | 王   | マヌエル2世                 | 1910年10月4日  | ポルトガル共和国 |
| ロシア帝国                       | 皇帝 | ニコライ2世                 | 1917年3月15日  | ソビエト連邦→ロシア連邦                                                                                             |
| オーストリア＝ハンガリー帝国     | 皇帝 | カール1世                   | 1918年11月11日 | オーストリア第一共和国→ドイツ第三帝国領→オーストリア第二共和国                                                      |
| ドイツ帝国                       | 皇帝 | ヴィルヘルム2世             | 1918年11月28日 | ワイマール共和国→ドイツ第三帝国→ドイツ連邦共和国／ドイツ民主共和国→ドイツ連邦共和国                                 |
| オスマン帝国（オスマン・トルコ） | 皇帝 | メフメト6世                 | 1922年11月1日  | トルコ共和国 |
| 大モンゴル国                     | 皇帝 | ボグド・ハーン              | 1924年5月20日  | モンゴル人民共和国→モンゴル国                                                                                       |
| イタリア王国                     | 王   | ウンベルト2世               | 1946年6月12日  | イタリア共和国 |
| エジプト王国                     | 王   | フアード2世                 | 1953年6月18日  | エジプト共和国→アラブ連合共和国→エジプト・アラブ共和国                                                              |
| イラク王国                       | 王   | ファイサル2世               | 1958年7月14日  | イラク共和国 |
| リビア王国                       | 王   | イドリース1世               | 1969年9月1日   | リビア・アラブ共和国→大リビア・アラブ社会主義人民ジャマーヒリーヤ国→リビア国                                        |
| ギリシャ王国                     | 王   | コンスタンティノス2世       | 1973年6月1日   | ギリシャ共和国 |
| アフガニスタン王国               | 王   | ザーヒル・シャー            | 1973年7月17日  | （共産主義政権やタリバン政権など多数の政体変更を経て）アフガニスタン・イスラム共和国→アフガニスタン・イスラム首長国 |
| エチオピア帝国                   | 皇帝 | アムハ・セラシエ1世         | 1975年3月12日  | 社会主義エチオピア→エチオピア人民民主共和国→エチオピア→エチオピア連邦民主共和国                                     |
| イラン帝国                       | 皇帝 | パフラヴィー2世（パーレビ） | 1979年2月11日  | イラン・イスラム共和国                                                                                              |
| 中央アフリカ帝国                 | 皇帝 | ジャン＝ベデル・ボカサ      | 1979年9月20日  | 中央アフリカ共和国                                                                                                  |
| ネパール王国                     | 王   | ギャネンドラ                | 2008年5月28日  | ネパール連邦民主共和国                                                                                              |